# Lindenhäuser
Die Lindenhäuser sind eine Einzelsiedlung des Stadtteils Moschwitz und gehören zur Stadt Greiz im Landkreis Greiz in Thüringen.

## Lage
Die Lindenhäuser liegen nördlich von Moschwitz und nordwestlich der Siedlung Mühlenhäuser. Sie gehören seit jeher zu Moschwitz und wurden 1922 nach Greiz eingemeindet. Neben mehreren Wohnhäusern bestehen sie auch aus einigen Gärten.

## Geschichte
Der Weiler wurde ursprünglich als „Lindners Häuser“ bezeichnet. Zusammen mit den Mühlenhäusern stellte er die Siedlung „Neu-Moschwitz 1“ dar, wobei dieser Name heute nicht mehr gebräuchlich ist.